# یوری شاروف
یوری شاروف (روسی: Юрий Дмитриевич Шаров؛ زادهٔ ۲۲ آوریل ۱۹۳۹) شمشیرباز اهل اتحاد جماهیر شوروی سوسیالیستی است.
وی در مسابقات کشوری و بین‌المللی در مجموع برندهٔ ۱ مدال طلا، ۱ مدال نقره شده‌است.